# حلقية (رياضيات)
الحلقية أو البناء الحلقي أو المودول (بالإنجليزية: Module)‏ هي كائن رياضي يتسنى فيه الجمع بين الأشياء تبادليًّا من خلال معاملات الضرب، وتتحقق فيه معظم قواعد التلاعب بالمتجهات. تشبه الحلقية كثيرًا الفضاء المتجهي تجريديًّا، وإن كانت تؤخذ المعاملات فيها في حلقات والتي هي كائنات جبرية أعم من الحقول المستخدَمة في الحلقية. والفضاء المتجهي الذي يأخذ معاملاته في حلقة {\displaystyle R\!} يسمى فضاءً متجهيًّا على {\displaystyle R\!}.
تمثل الحلقيات الأداة البسيطة في الجبر التماثلي. وتتضمن الأمثلة عليها مجموعة الأعداد الصحيحة {\displaystyle \mathbb {Z\!} } والشبكية المكعبة في البعد {\displaystyle d} ورمزها {\displaystyle \mathbb {Z\!} ^{d}}، وكذلك حلقة الزمرة لأي زمرة.
{\displaystyle \mathbb {Z\!} } هي حلقية على نفسها، وهي منغلقة تحت الجمع والطرح (رغم أنه من الكافي أن يُشترَط الانغلاق تحت الطرح فقط). إن الأعداد على الشكل {\displaystyle n\alpha } حيث {\displaystyle n\in \mathbb {Z\!} } و{\displaystyle \alpha } عدد صحيح ثابت تشكل حلقيّةً جزئيّةً، حيث لكل {\displaystyle (n,\alpha )} في {\displaystyle \mathbb {Z\!} }
{\displaystyle n\alpha \pm m\alpha =(n\pm m)\alpha }،
و {\displaystyle (n\pm m)} لا تزال في {\displaystyle \mathbb {Z\!} }. بإعطاء عددين صحيحين {\displaystyle a} و{\displaystyle b}، تكون أصغر حلقية تحتوي هذين العددين هي الحلقية للقاسم المشترك الأكبر لكلا العددين، {\displaystyle \alpha =\gcd(a,b)}.